# Philosophie des Zufalls
Philosophie des Zufalls (Original: „Filozofia przypadku. Literatura w świetle empirii“) von Stanisław Lem  ist eine 1983 bzw. 1985 auf Deutsch erschienene Abhandlung zur Literaturtheorie in zwei Bänden. Das polnische Original erschien einbändig 1968 im Verlag Wydawnictwo Literacki. Mit dem Untertitel – Zu einer empirischen Theorie der Literatur – umreißt Lem den Anspruch des Werks, eine solche empirische Theorie der Literatur zu verfassen und den Zufall als einen zentralen Faktor herauszustellen.

## Inhalt
Im Buch wird Literatur in ihrem Entstehen sowie in ihrer Rezeption als massiv vom Zufall geprägtes System beschrieben.  Aus semiotischer und phänomenologischer Sicht betrachtet, stellt Lem bereits den Formulierungsprozess eines Textes als nichtdeterministischen Prozess dar: ein Werk entsteht, indem etwas aufgebaut wird, „...von dem man weder weiß, wie es in sich aufgebaut sein wird, noch eindeutig sagen kann, welche Ziele es verfolgen soll“.
Lem interpretiert im folgenden literarische Texte als kybernetische Steuerungsprogramme, die darauf ausgelegt sind, beim Rezipienten gezielte Eindrücke entstehen zu lassen, die das Werk bzw. der Autor dadurch vermitteln will. Diese werden einerseits in Stilrichtungen wie dem Nouveau roman bereits abgelehnt bzw. dekonstruiert, andererseits können sie Lem zufolge angesichts der subjektiven Interpretationen der verwendeten Codes nicht zuverlässig funktionieren. Die hier auf der Ebene der einzelnen Rezipienten diagnostizierte Unzuverlässigkeit der Informationsübermittlung wiederholt sich eine Ebene höher. Für den Literaturbetrieb bzw. der Rezeption von Literatur auf gesellschaftlicher Ebene gilt dasselbe, da dort Werke immer auf eine bestimmte Umwelt stoßen müssen, um rezipiert zu werden. Das „stochastische Schicksal des Werkes“ kann auf höherer Ebene zufallsgeprägt sein (eine bestimmte Zeit ist ausreichend „reif“ für ein bestimmtes Werk) als auch durch zufällige Prozesse in literarischen Kreisen (ein zunächst wenig rezipiertes Werk stößt auf das positive Interesse von mehr und mehr Personen und gewinnt irgendwann an Reichweite und Anerkennung).
Die Rolle des Zufalls wird von Lem durchgehend als zentral betrachtet, sie ist reduziert bei stark „reglementierten“ Formen der Literatur (Lem zieht als Beispiel den Kriminalroman heran) und umso stärker, je freier die literarische Form ist, da diese wiederum eine umso freiere Interpretation erlaubt. Gegenpole für Lem sind hier die Physik und allgemeiner die Natur, welche entsprechende „Artikulationen“ der empirischen Bestandsfähigkeit unterzieht. Während die Naturgesetze klare Grenzen der „Artikulationsformen“ beispielsweise von biologischen Prozessen ziehen, ist „...der Ort, an denen sich die Bedeutungen ... von ihr distanzieren können, die Kultur. In ihr erlangen die Bedeutungen eine Autonomie, die jedoch an der Grenze der menschlichen, d.h. vom Menschen geschaffenen und verstandenen Welt endet.“
Im zweiten Band (den Kapiteln 11-15 des Gesamtwerks) wird zunächst der Horizont um den der Kultur insgesamt erweitert, in dem die vom Zufall geprägte Entwicklung das Entstehen der jeweils relevanten kulturellen Werke bestimmt. Anschließend geht Lem zur Diskussion einzelner Werke und der Anwendung seiner Literaturtheorie über und behandelt beispielsweise Umberto Ecos Der Name der Rose wie auch den Science-Fiction-Roman Pallas von Edward de Capoulet-Junac. Auch eigene Werke Lems und ihre Rezeption werden teils intensiv besprochen.

## Bezüge im Werk Lems
Der Zufall spielt in mehreren Werken Lems eine große Rolle, vornehmlich in den vermeintlichen Kriminalromanen Der Schnupfen und Die Untersuchung. Die Rolle des Zufalls wird weiterhin im Katastrophenprinzip in Bezug auf Evolution und Menschheitsgeschichte dargestellt. Auch in der fiktiven Rezension „De Impossibilitate Vitae; De Impossibilitate Prognoscendi“ in Die vollkommene Leere wird die Unwahrscheinlichkeit der individuellen Existenz in den Kontext der stochastischen Grundgesamtheit aller Ereignisse gesetzt.

## Ausgaben
- Erstausgabe: Philosophie des Zufalls. Zu einer empirischen Theorie der Literatur. Band 1, übersetzt von Friedrich Griese. Insel Verlag Frankfurt am Main 1983, ISBN 978-3-458-14090-0
- Philosophie des Zufalls. Zu einer empirischen Theorie der Literatur. Band 2, übersetzt von Friedrich Griese. Insel Verlag Frankfurt am Main 1985, ISBN 978-3-458-14285-0
- Neuauflage: Philosophie des Zufalls. Zu einer empirischen Theorie der Literatur. Zwei Bände. Übersetzt von Friedrich Griese. Suhrkamp Verlag Frankfurt, 1989, ISBN 978-3-518-38203-5